# Pinuccia Nava
Pour les articles homonymes, voir Nava.
Pinuccia Nava, née Giuseppina Ciocca le 4 janvier 1920 à Rome (Latium) et morte le 22 juin 2006 à Milan (Latium), est une actrice, clown et soubrette italienne.
Vedette populaire dans le cinéma et le théâtre de revue dans les années 1940 et 1950, elle est particulièrement connue pour avoir incarné le clown Scaramacai.

## Biographie
Romaine de naissance mais Milanaise d'adoption, Nava est une enfant de l'art : son père, Giuseppe Ciocca, est un comédien du café chantant qui se produit sous le surnom de Brugnoletto que lui donne le poète Trilussa. Sa mère, Giorgina Nava, est issue d'une famille de saltimbanques.
Pinuccia Nava commence sa carrière très jeune en appui à son père. Elle a travaillé pour la radio et le cinéma, et a foulé la scène aux côtés d'artistes tels que Totò, Erminio Macario, Wanda Osiris et Nino Manfredi.

### Les sœurs Nava
Avec ses sœurs Diana et Lisetta, elle forme le trio comique et vocal Sorelle Nava,,, actif dans l'avanspettacolo : Diana, rousse, est la soubrette du trio, Lisetta (qui s'est mariée avec le chef d'orchestre Aldo Buonocore) incarne la danseuse excentrique tandis que Pinuccia joue le rôle de la comédienne du groupe, lançant le cri de Attacca, Boia! devant l'orchestre.
En 1943, en pleine Seconde Guerre mondiale, le groupe des sœurs Nava rejoint Nino Taranto pour la version théâtrale du Roman d'un jeune homme pauvre tourné l'année précédente par Guido Brignone. Deux ans plus tard, elles sont aux côtés de Carlo Campanini et Alberto Rabagliati dans Pirulì Pirulì, un spectacle du duo Garinei et Giovannini. En 1947 arrive Le educande di San Babila, où elles jouent avec Macario. Les spectacles des sœurs Nava se poursuivent avec une série de tournées théâtrales qui les amènent à se produire à l'étranger, où elles remportent un vif succès, notamment en Espagne.
En 1952, après la fin de la guerre, elles portent à la scène une satire du fascisme et de son chef Benito Mussolini, avec un spectacle dont le titre reprend un vers de l'opéra Tosca : Dinanzi a lui... Tre Nava tutta Roma.

### Le personnage de Scaramacai
Au cours de la saison théâtrale 1953-1954, les sœurs Nava, désormais à la tête de leur propre troupe, montent le spectacle Tre per tre Nava (litt. « Trois par trois Nava »), en intégrant la quatrième sœur, Tonini (Antonietta), dans le groupe. La saison suivante, 1955-1956, celle qui s'est achevée par la dissolution de la troupe, a vu la représentation d'un nouveau spectacle intitulé Casanova in casa Nava.
C'est dans ce contexte que Pinuccia Nava décide d'interpréter le personnage de Scaramacai, un drôle de clown aux accents gutturaux (qui a inspiré Sandra Mondaini avec son personnage de Sbirulino), né de l'imagination d'Umberto Simonetta et de Guglielmo Zucconi. Le personnage de Scaramacai sera désormais le plus souvent associé à celui de Pinuccia Nava.

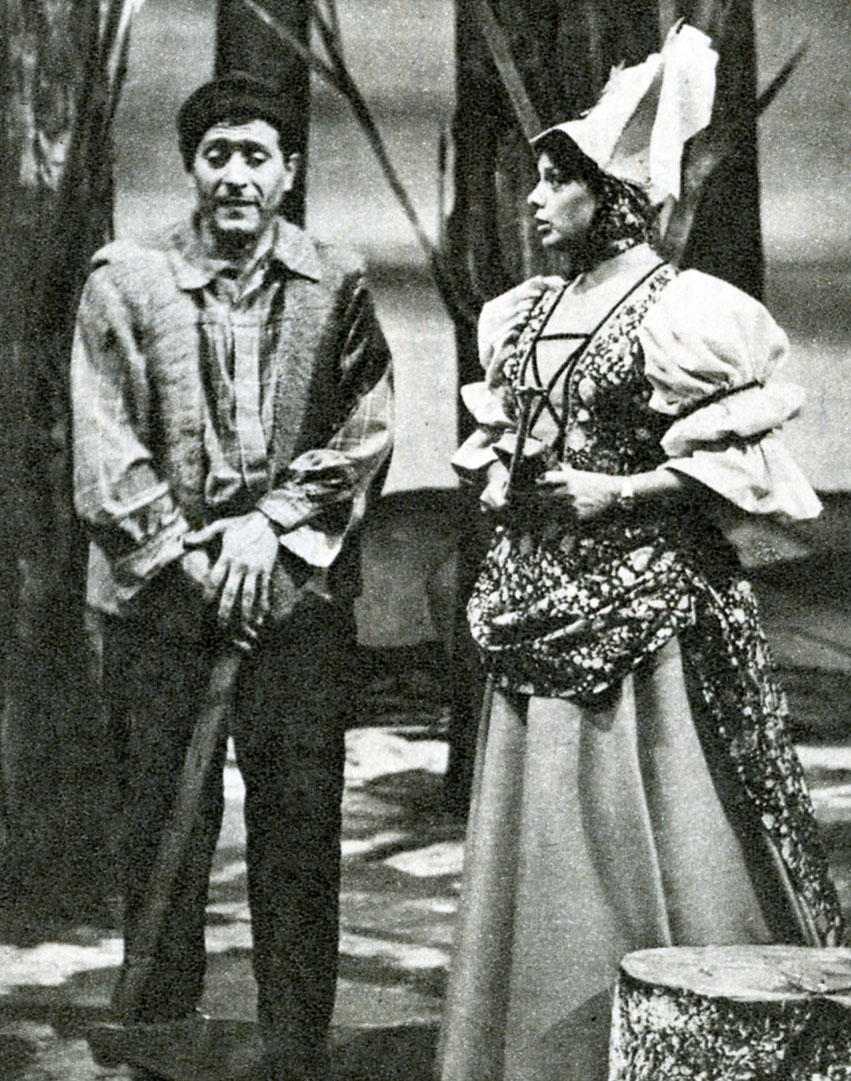
Avec en 1965.

Après la dissolution de la troupe des quatre sœurs, une nouvelle carrière s'ouvre à Pinuccia Nava, sensible à la magie du cirque, avec la reprise du personnage de Scaramacai pour la télévision italienne naissante. Le personnage se retrouve en effet dans plusieurs séries du Carosello diffusées entre 1957 et 1966, produites par General Film pour promouvoir l'agence Clan. Le Carosello met en scène Scaramacai au cirque en compagnie d'autres acteurs ou dans d'autres décors. Une dernière série produite par les frères Nino et Toni Pagot est diffusée en 1967, dans laquelle Scaramacai s'occupe d'enseigner les bonnes manières à des enfants.
En dehors du rôle de Scaramacai, Pinuccia Nava a également été la protagoniste d'un autre Carosello en 1957 pour la ligne Tintal de la société Max Meyer, dans la série Il padrone sono io produite par Adriatica Film, réalisée par Vieri Bigazzi et Mario Fattori et en partie scénarisée par Nava elle-même. Dans le Carosello, Nava jouait une femme décidée à peindre une maison, racontant des histoires avec son mari ou son fils comme protagonistes. Ces histoires étaient alors mises en scènes sous formes d'analepses.

### Dernières années
Tandis que Diana se retire presque immédiatement de la scène et que Lisetta continue occasionnellement à jouer dans des revues (par exemple avec Carlo Dapporto dans Carlo non farlo, en 1956), Pinuccia Nava préfère se consacrer à la télévision avec des émissions pour enfants, en alternant avec des spectacles pour le théâtre en prose, mais sans renoncer à une sortie estivale occasionnelle, comme ce fut le cas en 1957 lorsqu'elle monta une nouvelle revue, È arrivata una Nava carica di...
Elle travaille ensuite pour la Rai jusqu'en 1971, avant de se retirer définitivement de la scène. Elle meurt le 22 juin 2006 à l'âge de 86 ans,.

## Filmographie

### Actrice de cinéma
- 1946 : Mon fils professeur (Mio figlio professore) de Renato Castellani
- 1955 : I pinguini ci guardano de Guido Leoni
- 1954 : Assi alla ribalta (it) de Ferdinando Baldi
- 1961 : Le Souteneur (Il mantenuto) d'Ugo Tognazzi

### Actrice de télévision
- 1961 : Le avventure di un pagliaccio - Mini-série TV
- 1962 : Scaramacai e la Befana, réalisé par Gianni Serra (it) - Téléfilm
- 1963 : Scaramacai e l'isola beata, réalisé par Alda Grimaldi (it) - mini-série TV
- 1963 : Storie di un pagliaccio, Scaramacai e la bambola, réalisé par Maria Maddalena Yon (it)[10]

#### Carosello
Pinuccia Nava a également participé à l'émission publicitaire télévisée Carosello, pour laquelle elle a fait de la publicité :
- 1957 : les couleurs Tintal de Max Meyer ;
- 1957-1966 : les bonbons Golia de Caremoli (en 1957 avec Tonino Micheluzzi, en 1958 avec Aldo Giuffré, en 1966 avec Talita Pool et en 1967 avec Elio Crovetto).

## Discographie partielle

### Singles
- 1960 - Scaramacai N. 1
- 1960 - Scaramacai N. 2
- 1961 - Scaramacai N. 3
- 1963 - Le canzoni di scaramacai
- 1963 - Le canzoni di scaramacai